# Distrito electoral de Gilchrist (condado de Morrill, Nebraska)
Gilchrist (en inglés: Gilchrist Precinct) es un distrito electoral ubicado en el condado de Morrill en el estado estadounidense de Nebraska. En el Censo de 2010 tenía una población de 65 habitantes y una densidad poblacional de 0,1 personas por km².

## Geografía
Gilchrist se encuentra ubicado en las coordenadas 41°51′37″N 102°50′49″O / 41.86028, -102.84694. Según la Oficina del Censo de los Estados Unidos, Gilchrist tiene una superficie total de 621.92 km², de la cual 613.43 km² corresponden a tierra firme y (1.36%) 8.48 km² es agua.

## Demografía
Según el censo de 2010, había 65 personas residiendo en Gilchrist. La densidad de población era de 0,1 hab./km². De los 65 habitantes, Gilchrist estaba compuesto por el 100% blancos.